# Alfons Skokan
Alfons Skokan (* 5. listopadu 1939) je bývalý český fotbalový trenér. V letech 1983–1985 byl asistentem trenéra Dušana Uhrina staršího v Rudé hvězdě Cheb, v sezonách 1987/88 a 1988/89 vedl ve druhé lize VTŽ Chomutov.

## Trenérská kariéra
- 1983/84 (1. liga) – TJ RH Cheb (10.–30. kolo)
- 1984/85 (1. liga) – TJ RH Cheb
- 1987/88 (2. liga) – TJ VTŽ Chomutov
- 1988/89 (2. liga) – TJ VTŽ Chomutov